# Polycarpa plantei
Polycarpa plantei is een zakpijpensoort uit de familie van de Styelidae. De wetenschappelijke naam van de soort werd in 2002 voor het eerst geldig gepubliceerd door Claude Monniot.